# Кьяламберто
Кьяламберто (итал. Chialamberto) — коммуна в Италии, располагается в регионе Пьемонт, в провинции Турин.
Население составляет 362 человека (2008 г.), плотность населения составляет 10 чел./км². Занимает площадь 35 км². Почтовый индекс — 10070. Телефонный код — 0123.
Покровителями коммуны почитаются святые апостолы Филипп и Иаков Младший, празднование 1 мая.

## Демография
Динамика населения:

## Администрация коммуны
- Официальный сайт: http://www.comune.chialamberto.to.it/